# Waxey Gordon
Waxey Gordon, né Irving Wexler le 19 janvier 1888 et mort le 24 juin 1952, est un gangster américain spécialisé dans le bootlegger et les jeux illégaux. 

## Biographie
Né Irving Wexler dans le Lower East Side à New York le 19 janvier 1888, de parents immigrés juifs polonais. Enfant, le jeune Gordon se fait connaître comme pickpocket et comme voleur à la tire. Il gagne le surnom de « Waxey » pour son habileté à soustraire les portefeuilles des poches de ses victimes (allusion au cuir qui devenait par magie glissant comme de la cire). Il rejoint la bande de Benny Fein (en) au début des années 1910, avant de se faire repérer par Arnold Rothstein, qui l'embauche comme un rhum-coureur pendant les premières années de la prohibition, au sein de la Yiddish Connection.
Associé d'Arnold Rothstein tout au long de la prohibition, Gordon se retrouve responsable de la totalité des activités de contrebande de Rothstein sur la côte Est, notamment entre New York et le New Jersey, et de l'importation illégale de whisky canadien le long de la frontière canado-américaine. Accumulant une fortune personnelle d'environ deux millions de dollars par an, il entreprend le rachat de nombreuses brasseries et distilleries clandestines. Gordon commence alors à se faire connaître pour son train de vie extravagant, voyageant dans des limousines et vivant régulièrement dans de luxueuses suites d'hôtel à Manhattan. Il se fait construire plusieurs demeures à New York et à Philadelphie.
Le décès de Rothstein en 1928 marque un tournant pour Gordon. Il perd une partie de son pouvoir et de son influence au sein du crime organisé new-yorkais et une meurtrière guerre de gangs éclate rapidement entre Gordon et d'autres anciens alliés de Rothstein, notamment Lucky Luciano, Lepke Buchalter et Meyer Lansky, autour des activités de jeu dans la ville. Lansky et Luciano compromettent son identité auprès des autorités et en 1933, le procureur Thomas Dewey le condamne une première fois à une peine de dix ans d'emprisonnement. 
Les activités de Gordon fonctionnaient sous couvert d'une entreprise de location de camions et de matériel, incluant de nombreux bâtiments, des usines de transformation et des employés. Les activités déclarées ne lui permettent pas d'expliquer le flux de trésorerie dont il disposait, et il est également condamné pour fraude fiscale. À l'époque de sa condamnation, Gordon perd également son jeune fils (né de son mariage avec la fille d'un rabbin new-yorkais), dans ce qui semble être un accident de voiture lié à la météo, alors qu'il était en route pour déposer une demande de recours / de clémence en faveur de son père.
À sa libération, il a retrouve son gang démantelé depuis longtemps. Mis à l'écart par ses anciens partenaires et contacts politiques, il déclare à un journaliste : « Waxey Gordon est mort. »
Il déménage ensuite en Californie et au cours de la Seconde Guerre mondiale parvient à mettre en place un marché noir de denrées rares rationnées comme le sucre de canne. 
Une nouvelle enquête du FBI révèle ses liens avec des membres importants de groupes criminels liés au commerce international de drogue. En 1951, Gordon est une nouvelle fois arrêté pour trafic d'héroïne et tentative de corruption (pris en flagrant délit alors qu'il tente de vendre de la drogue à un policier en civil, le gangster de 62 ans aurait ensuite offert au détective tout son argent en échange de sa libération). Gordon est condamné par la suite à 25 ans de prison à Alcatraz, où il décède d'une crise cardiaque le 24 juin 1952.

## Sources
- (en) Cet article est partiellement ou en totalité issu de l’article de Wikipédia en anglais intitulé « Waxey Gordon » (voir la liste des auteurs).